# Parapatrická speciace
V biogeografii je jako parapatrie označován vztah mezi organismy, jejichž areály se sice kromě velmi úzké kontaktní zóny nepřekrývají, ale těsně spolu sousedí. Kromě tohoto rozlišujeme ještě tři další odlišné typy geografického rozložení: sympatrii, při níž jsou areály zcela nebo alespoň z velké části v překryvu, peripatrii, při níž spolu populace sousedí, ale nedochází ke kontaktu, a alopatrii, při níž jsou populace zcela odděleny větší geografickou bariérou.
Toto geografické rozložení usnadňuje speciaci do sesterských druhů v procesu zvaném parapatrická speciace.

## Parapatrický speciační model
V parapatrickém speciačním modelu sestává populace druhu ze dvou nebo více biogeograficky oddělených subpopulací, kterou jsou v překryvu pouze v rámci úzké kontaktní zóny, která může být (mimo jiných možností) důsledkem nerovnoměrného rozšíření, neúplné geografické bariéry, anebo různých projevů zvířecího chování. Parapatrické rozložení populace může mít za následek nenáhodné páření a nerovnoměrný genový tok, přičemž tyto jevy mohou vést k nárůstu dimorfismu mezi populacemi. Parapatrická speciace se liší od speciace alopatrické (při které je mezi dvěma populacemi druhů vytvořena absolutní fyzická bariéra), od peripatrické speciace (při níž subpopulace druhu vstupuje do nové ekologické niky, a následně se dostává do geografické izolace), a sympatrické speciace (u které se genetický polymorfismus se vyskytuje v rámci spojité populace s rovnoměrným genovým tokem). Vnitřní bariéra nénáhodného páření a odlišných selekčních tlaků nerovnoměrný genový tok, přičemž parapatrická speciace je vyvrcholením účinku nerovnoměrného genového toku, při němž ústí genotypový dimorfismus mezi populacemi ve speciaci a redefinuje původní populaci jako dva nebo více nových sesterských druhů.

## Gradienty prostředí
Vzhledem ke kontinuální povaze parapatrického rozložení populace se populační niky často překrývají a druh zastává souvislé spektrum ekologických rolí napříč gradientem prostředí. To je v protikladu k alopatrické či peripatrické speciaci, při nichž mohou geograficky oddělené subpopulace odštěpovat diskrétně oddělené niky. Při parapatrické speciaci dochází k omezení genového toku a často ke vzniku tzv. klin (sérií postupně se odlišujících ekotypů), ve kterých variace v evolučních tlacích způsobují změny ve frekvencích alel uvnitř genotypů subpopulací. Tento gradient prostředí vede v konečném důsledku ke vzniku geneticky rozdílných sesterských druhů.

## Prstencové druhy
K parapatrické speciaci může dojít napříč sadou sousedních populací, v nichž se jedinci každé jednotlivé populace mohou křížit s jedinci z okolních populací, ale nikoli s příslušníky populací vzdálených. Toto rozložení populací bývá často označováno jako prstencový druh. Když se ancestrální populace rozšiřuje okolo geografické bariéry a diferencuje se navzdory nízkému genovému toku, mezi koncovými populacemi vzniká reprodukční bariéra. Takto vzniká technicky kontinuální populace procházející parapatrickou speciací. Plodnost hybridního potomstva je v negativní korelaci se vzdáleností mezi populacemi, a koncové populace prstencových druhů se stávají oddělenými sesterskými taxony.

## Příklady
U anolise druhu Anolis roquet z ostrova Martinik poukazují variace v kvantitativních znacích (zejména ve zbarvení laloku, a zad, v barevných vzorech a v proporcích těla a šupin) na počínající parapatrickou speciaci mezi těsně sousedícími subpopulacemi. Velké rozdíly ve kvantitativních znacích byly pozorovány v souvislosti s rozdíly v prostředí, spíše než s geografickou alopatrií.
U trav rodu Tomka (Anthoxanthum) způsobilo podminování oblasti vznik selekčního tlaku pro toleranci kontaminací částicemi kovů, což podnítilo parapatickou speciaci. Se vznikem selekčního tlaku se změnila rovněž doba květu a vytvořila se silná selekce proti křížení. To způsobilo o mnoha rostli v populaci přechod k samoopylení.
U Mločíka podzemního (rod Gyrinophilus) bylo použito kvalitativního načasování migrace k odvození rozdílů v toku genů mezi jeskynními a povrchovými kontinuálními populacemi. Koncentrovaný tok genů a střední časy migrace naznačují heterogenetickou distribuci a kontinuální parapatrickou speciaci populací.
U nahosemenných chvojníků ze Severní Ameriky se používá bayesovská statistika molekulárních markerů z DNAk odhadu rozdílů mezi sesterskými druhy. Generování modelů ekologických nik pro parapatrické a sympatrické druhy vede k důkazům pro rozbíhání parapatrických nik u sesterských druhů Ephedra californica a E. trifurca.
Parapatrická speciace může být spojena s diferenciálním, na krajině závislém na výběru. I když je tok genů mezi dvěma populacemi, silný disruptivní výběr může bránit asimilaci a zapříčinit tak vývoj nových druhů Rozdíly ve stanovištích mohou být pro rozvoj reprodukční izolace důležitější než doba izolace. Kavkazské skalní ještěrky druhů ještěrka gruzínská (Darevskia rudis), ještěrka Valentinova (D. valentini) a ještěrka Portschinského (D. portschinskii) spolu navzájem hybridizují ve své hybridní zóně; nicméně hybridizace je silnější mezi D. portschinskii a D. rudis, které se sice oddělily dříve, ale žijí v podobných biotopech, než mezi D. valentini a dalšími dvěma druhy. Ještěrka Valentinova se sice oddělila později, ale vyskytuje se na klimaticky odlišných stanovištích.